# Physics Today
Physics Today (Phys. Today) ist eine englischsprachige, wissenschaftliche Zeitschrift zu Themen der Physik. Sie wird seit 1948 als Mitgliederzeitschrift der US-amerikanischen Fachorganisation American Institute of Physics herausgegeben und an die aktuell 130.000 Mitglieder ihrer 12 Mitgliedsgesellschaften ausgeliefert, darunter die American Physical Society. In den letzten 60 Jahren haben viele bekannte Physiker für die Zeitschrift geschrieben, unter anderem Albert Einstein, Niels Bohr und Richard Feynman.
Zwar ist der Inhalt der Zeitschrift wissenschaftlich exakt und aktuell, doch ist sie keine Fachzeitschrift in dem Sinne, dass sie ein gängiges Medium zur Veröffentlichung neuer Forschungsergebnisse wäre. Vielmehr besteht ihr Inhalt aus einer Mischung von Übersichtsartikeln von Fachexperten zu wichtigen wissenschaftlichen Entwicklungen, kurz zusammenfassenden Artikeln von Redaktionsmitgliedern und von aktuellen Nachrichten, die die wissenschaftliche Gemeinschaft betreffen, wie beispielsweise zur Wissenschaftspolitik.
Die Zeitschrift ist damit auch eine historische Quelle zu zeitgeschichtlichen Ereignissen, die mit der Physik zusammenhängen, wie zum Beispiel das US-amerikanische Star Wars Programm der 1980er Jahre oder den Zustand der physikalischen Wissenschaft während der 1950er und 70er in China und der Sowjetunion.
Ihr Internetauftritt Physics Today Online erweitert das Themenspektrum der Zeitschrift durch Internet-Links zu relevanten Artikeln und Nachrichten, eine Meta-Suchmaschine für wissenschaftliche Veröffentlichungen, Stellenanzeigen und einen Veranstaltungskalender.
Der Impact Factor für 2012 betrug 6,762 (Vorjahr: 5,648). Im Science Citation Index lag Physics Today mit diesem Impact Factor auf Rang 6 von 83 Journals in der Kategorie multidisziplinäre Physik.